# Roger Lambrecht
Roger Lambrecht fue un exciclista profesional belga, nacido en Sint-Joris-ten-Distel el 1 de enero de 1916 y fallecido el 4 de agosto de 1979 en Guipavas. Fue profesional de 1945 a 1954. 

## Palmarés
1946
- Circuit de l'Aulne

1947
- 1 etapa del Tour de l'Ouest

1948
- 1 etapa en el Tour de Francia

1949
- 1 etapa del Critérium del Dauphiné
- 1 etapa en el Tour de Francia

## Resultados en Grandes Vueltas y Campeonatos del Mundo
Durante su carrera deportiva consiguió los siguientes puestos en las Grandes Vueltas y en los Campeonatos del Mundo en carretera:
| Carrera         | 1945 | 1946 | 1947 | 1948 | 1949 | 1950 | 1951 | 1952 | 1953 | 1954 |
| --------------- | ---- | ---- | ---- | ---- | ---- | ---- | ---- | ---- | ---- | ---- |
| Giro de Italia  | -    | -    | -    | -    | -    | -    | -    | -    | -    | -    |
| Tour de Francia | -    | -    | -    | '7º' | 11.º | 13.º | -    | -    | -    | -    |
| Vuelta a España | -    | -    | -    | -    | -    | -    | -    | -    | -    | -    |
| Mundial en ruta | -    | -    | -    | -    | -    | -    | -    | -    | -    | -    |

-: No participa

Ab.: Abandono